# 哲庄镇
哲庄镇是中华人民共和国贵州省毕节市赫章县下辖的一个行政建制镇。
2017年11月9日，贵州省人民政府批复同意撤销哲庄乡，设置哲庄镇，撤乡设镇后行政区域和政府驻地不变。

## 行政区划
哲庄镇下辖以下村级行政区划单位：
哲庄村、山脚村、发达村、坪子村、阿穴村、新益村、环山村、中心村、边沿村、三友村、香坪村、坝子村、新前村、者块村、瓦房村、麻塘村、雄都村、场坝村和团结村。